# کریستف لوروکس
کریستف لوروکس (انگلیسی: Christophe Le Roux؛ زادهٔ ۷ مارس ۱۹۶۹) بازیکن فوتبال اهل فرانسه است که در پست هافبک بازی می‌کرد.
از باشگاه‌هایی که در آن بازی کرده‌است می‌توان به باشگاه فوتبال ونس، باشگاه فوتبال گنگام، باشگاه فوتبال لوریان، باشگاه فوتبال نانت، و باشگاه فوتبال رن اشاره کرد.
وی همچنین در تیم ملی فوتبال Brittany بازی کرده‌است.